# 古德溫峰
古德溫峰（英語：Goodwin Peak）是南極洲的山峰，位於瑪麗伯德地，處於霍沃思山西面，海拔高度2,770米，美國地質調查局根據測量和美國海軍拍攝的空中照片繪入地圖，現時由南極條約體系管理。